# 칼 조핸 보드스빅
칼 조핸 보드스빅(영어: Karl Johan Baadsvik, 노르웨이어: Karl Johan Baadsvik 카를 요한 보스비크[*], 1910년 8월 22일 ~ 1995년 10월 5일)은 캐나다의 스키 선수이다. 노르웨이의 히트라에서 태어났으며, 가르미슈파르텐키르헨에서 열린 1936년 동계 올림픽에서 노르딕 복합, 스키 점프, 알파인 스키, 크로스컨트리 종목에 참가했다.